# Copa de Turingia
La Copa de Turingia (en alemán: Thüringenpokal) es una de las 21 competiciones regionales que conforman la Copa Asociación Alemana en donde el campeón logra la clasificación a la Copa de Alemania, el torneo de copa de fútbol más importante del país.

## Historia
La copa fue creada en 1990 tras la reunificación alemana y es organizada por la Asociación de Fútbol de Turingia. Los equipos profesionales de la Bundesliga de Alemania y de la 2. Bundesliga no pueden participar en la copa al esta ya clasificados a la Copa de Alemania y desde la creación de la 3. Bundesliga en 2009 los equipos filiales ya no pueden particiar en ella.
Participan los equipos provenientes de la 3. Liga, Regionalliga Süd, NOFV-Oberliga Süd, Thüringenliga y Landesklasse Thüringen, además de los campeones de copa distritales.
El torneo de juega bajo un formato de eliminación directa a partido único donde la ventaja de local la tiene el equipo de categoría inferior, donde en caso de empate se juegan tiempos extra, y de persistir el empate se lanzarán penales de ser necesario.
El campeón logra la clasificación a la primera ronda de la Copa de Alemania.

## Ediciones anteriores
| Fecha | Sede            | Campeón                  | Finalista                | Resultado  |
| ----- | --------------- | ------------------------ | ------------------------ | ---------- |
| 1991  | Gera            | SV 1910 Kahla            | FV Zeulenroda            | 4–3 pen.   |
| 1992  | Gotha           | FSV Wacker 90 Nordhausen | FSV Wismut Gera          | 2–1        |
| 1993  | Rudolstadt      | FC Carl Zeiss Jena II    | SV JENAer Glas           | 5–3 pen.   |
| 1994  | Waltershausen   | FC Rot-Weiß Erfurt       | 1. Suhler SV             | 4–0        |
| 1995  | Weida           | FC Carl Zeiss Jena       | FV Zeulenroda            | 1–0        |
| 1996  | Sondershausen   | FSV Wacker 90 Nordhausen | FC Rot-Weiß Erfurt       | 1–0        |
| 1997  | Heldrungen      | FSV Wacker 90 Nordhausen | FC Rot-Weiß Erfurt       | 3–2        |
| 1998  | Bad Langensalza | FC Rot-Weiß Erfurt       | FSV Wacker 90 Nordhausen | 4–1        |
| 1999  | Suhl            | FC Carl Zeiss Jena       | FSV Wacker 90 Nordhausen | 3–1        |
| 2000  | Erfurt          | FC Rot-Weiß Erfurt       | SSV Erfurt Nord          | 3–1        |
| 2001  | Gera            | FC Rot-Weiß Erfurt       | FC Carl Zeiss Jena       | 2–0        |
| 2002  | Gotha           | FC Rot-Weiß Erfurt       | FC Carl Zeiss Jena       | 7–5 pen.   |
| 2003  | Gotha           | FC Rot-Weiß Erfurt       | FC Carl Zeiss Jena       | 2–0 a.e.t. |
| 2004  | Gotha           | FC Carl Zeiss Jena       | FC Rot-Weiß Erfurt II    | 5–3 pen.   |
| 2005  | Gera            | FC Rot-Weiß Erfurt II    | FC Carl Zeiss Jena       | 7:6 pen.   |
| 2006  | Meuselwitz      | FC Carl Zeiss Jena       | 1. FC Gera 03            | 4–2        |
| 2007  | Pößneck         | 1. FC Gera 03            | FC Rot-Weiß Erfurt       | 1–0        |
| 2008  | Gera            | FC Rot-Weiß Erfurt       | ZFC Meuselwitz           | 1–0 a.e.t. |
| 2009  | Erfurt          | FC Rot-Weiß Erfurt       | FC Carl Zeiss Jena       | 3–2        |
| 2010  | Pößneck         | ZFC Meuselwitz           | VfB 09 Pößneck           | 2–0        |
| 2011  | Heiligenstadt   | ZFC Meuselwitz           | 1. SC Heiligenstadt      | 6–5 pen    |
| 2012  | Meuselwitz      | FC Carl Zeiss Jena       | ZFC Meuselwitz           | 2–0        |
| 2013  | Jena            | SV Schott Jena           | Rot-Weiß Erfurt          | 1–0        |
| 2014  | Jena            | FC Carl Zeiss Jena       | Rot-Weiß Erfurt          | 5–0        |
| 2015  | Meuselwitz      | FC Carl Zeiss Jena       | ZFC Meuselwitz           | 2–1 a.e.t. |
| 2016  | Jena            | FC Carl Zeiss Jena       | FC Rot-Weiß Erfurt       | 2–0        |
| 2017  | Erfurt          | FC Rot-Weiß Erfurt       | FSV Wacker 90 Nordhausen | 1–0        |
| 2018  | Erfurt          | FC Carl Zeiss Jena       | Wismut Gera              | 5–0        |
| 2019  | Erfurt          | FSV Wacker 90 Nordhausen | Preußen Bad Langensalza  | 5–0        |
| 2020  | Jena            | FC Carl Zeiss Jena       | FSV Martinroda           | 8–2        |

## Títulos por equipo
| Club                        | Títulos | Finales |
| --------------------------- | ------- | ------- |
| FC Carl Zeiss Jena          | 10      | 15      |
| FC Rot-Weiß Erfurt          | 9       | 15      |
| Wacker Nordhausen           | 04      | 07      |
| ZFC Meuselwitz              | 02      | 05      |
| 1. FC Gera 03               | 01      | 02      |
| SV Schott Jena              | 01      | 02      |
| FC Rot-Weiß Erfurt II       | 1       | 2       |
| SV 1910 Kahla               | 01      | 01      |
| FC Carl Zeiss Jena II       | 1       | 1       |
| BSG Wismut Gera             |         | 02      |
| FV Zeulenroda               |         | 02      |
| 1. Suhler SV                |         | 01      |
| SSV Erfurt Nord             |         | 01      |
| VfB Pößneck                 |         | 01      |
| 1. SC 1911 Heiligenstadt    |         | 01      |
| FSV Preußen Bad Langensalza |         | 01      |
| FSV Martinroda              |         | 01      |